# Lindholm Høje
Das Gräberfeld Lindholm Høje bei Aalborg in Jütland und seiner benachbarten Siedlung der späten nordischen Eisen- und der Wikingerzeit ist mit 682 Gräbern Dänemarks größtes Gräberfeld.
Die meisten Toten wurden zusammen mit ihren Grabbeigaben verbrannt und in einem Grab beigesetzt, das oftmals durch eine Steinsetzung markiert ist. Das Gräberfeld ist durch Sandflucht verschüttet gewesen und deshalb gut erhalten.

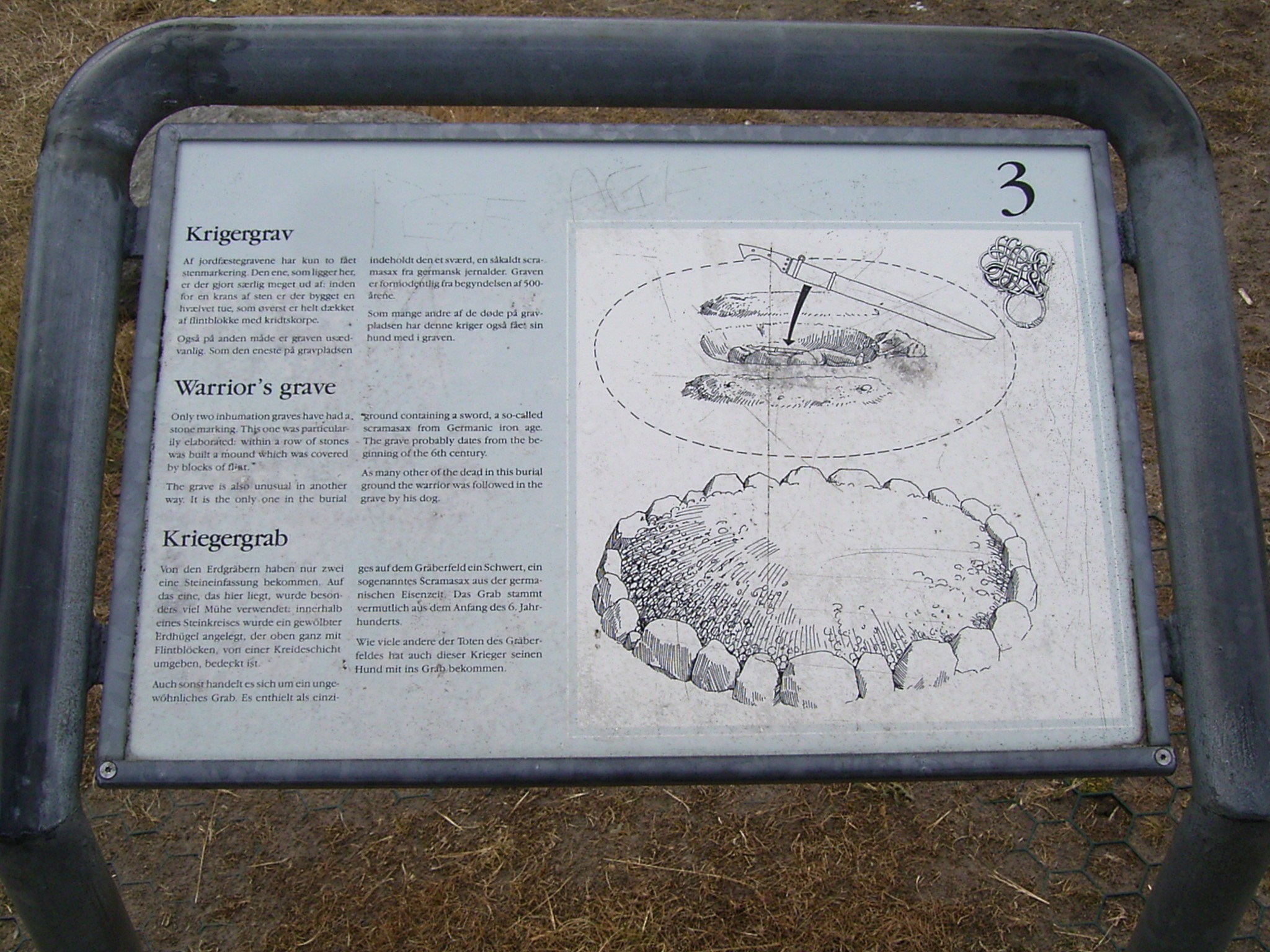
Kriegergrab

Die ältesten Steinsetzungen sind dreieckig mit konkaven Seiten und einem Bautastein in der Mitte. Sie entsprechen etwa kleinen, in Norwegen und Schweden verbreiteten Treuddar. Aus etwas späterer Zeit stammen runde und ovale Steinsetzungen und aus der Wikingerzeit die schiffsförmigen Steinsetzungen mit deutlicher Markierung der Steven durch größere Steine. Diese stammen aus der Zeit zwischen 800 und 1.000 n. Chr., also auch der Zeit der Könige Gorm, Harald Blauzahn und Sven Gabelbart, zeigen jedoch keinerlei Einflüsse des Christentums.
Nördlich vom Gräberfeld wurde die zugehörige Siedlung untersucht. Hölzerne Stege, Brunnen und die Pfostenlöcher von Häusern treten zahlreich auf. An den Stellen, wo sich Grubenhäuser befunden hatten, fand man Spinnwirtel und Webgewichte, die den Gebrauch der Grubenhäuser als Webkammern anzeigen könnten. Ein Teil der Pfostenlöcher an der südöstlichen Seite des Grabfeldes wurde mit Zement ausgefüllt und zeigt die Größe der Häuser.
Während der Ausgrabung in den Jahren 1952–1956 wurde auch ein frisch gepflügter Acker entdeckt, den man auf Grund eines Münzfundes auf ungefähr 1050 n. Chr. datieren kann. Kurz nach dem Pflügen setzte ein Sturm mit Sandflug ein und der Acker wurde vollständig zugedeckt. Nach und nach wurde alles Land von Flugsand bedeckt und ungefähr um 1100 n. Chr. wurde die Siedlung endgültig verlassen.